# Катастрофа Boeing 757 под Пуэрто-Плата
Катастрофа Boeing 757 под Пуэрто-Плата — крупная авиационная катастрофа, произошедшая вечером во вторник 6 февраля 1996 года. Авиалайнер Boeing 757-225 авиакомпании Birgenair выполнял плановый межконтинентальный рейс ALW 301 по маршруту Пуэрто-Плата—Гандер—Берлин—Франкфурт-на-Майне, но через 5 минут после взлёта рухнул в воды Атлантического океана в 26 километрах от аэропорта Пуэрто-Платы. Погибли все находившиеся на его борту 189 человек — 176 пассажиров и 13 членов экипажа.
Катастрофа рейса 301 стала крупнейшей авиакатастрофой в истории самолёта Boeing 757 и единственной в истории авиакомпании Birgenair, приведшей к её банкротству.

## Самолёт

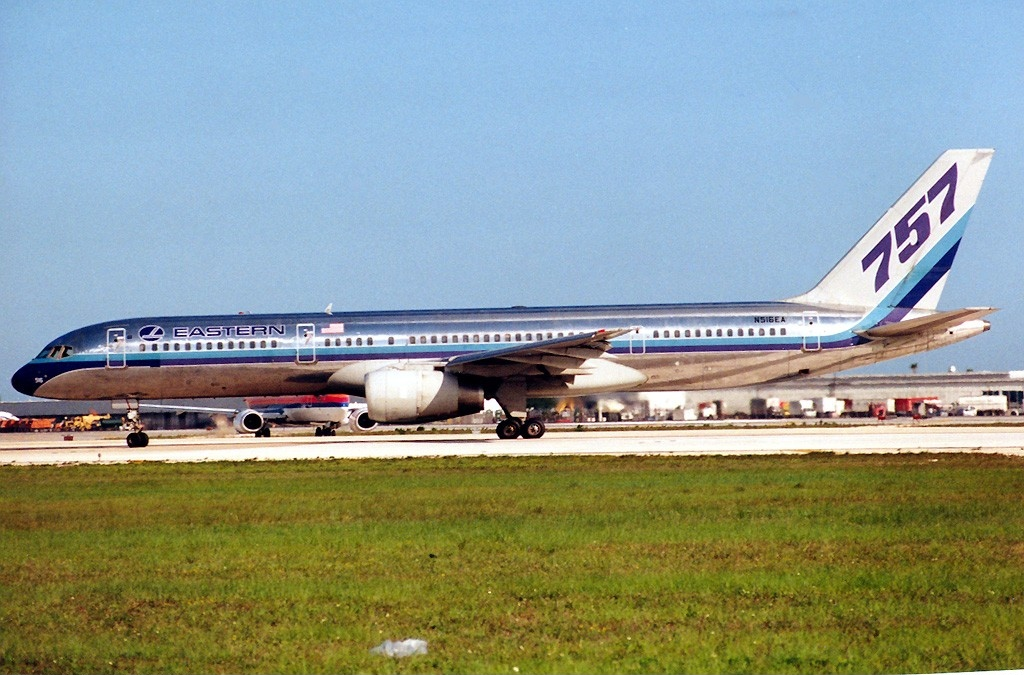
Разбившийся самолёт в 1990 году (в период эксплуатации в Eastern Air Lines)

Boeing 757-225 (регистрационный номер TC-GEN, заводской 22206, серийный 031) был выпущен в 1985 году (первый полёт совершил 3 февраля). Оснащён двумя турбовентиляторными двигателями Rolls-Royce RB211-535E4. Эксплуатировался авиакомпаниями:
- Eastern Air Lines — с 26 февраля 1985 года по 20 мая 1992 года (борт N516EA),
- Nationair — с 20 мая 1992 года по 1 мая 1993 года (борт C-FNXN),
- Aeronautics Leasing — с 1 мая по 14 июля 1993 года (борт N7079S).

14 сентября 1993 года был куплен авиакомпанией Birgenair и получил бортовой номер TC-GEN. От неё с 19 декабря 1994 года по 31 марта 1995 года сдавался в лизинг авиакомпании International Caribbean Airways (борт 8P-GUL). На день катастрофы 11-летний авиалайнер совершил 13 499 циклов «взлёт-посадка» и налетал 29 269 часов.

## Экипаж и пассажиры
Самолётом управлял опытный экипаж, состав которого был таким:
- Командир воздушного судна (КВС) — 62-летний Ахмет Эрдем (тур. Ahmet Erdem). Очень опытный пилот, проработал в авиакомпании Birgenair 27 лет и 10 месяцев (с 11 марта 1968 года). Управлял самолётами Vickers Viscount 794, McDonnell Douglas DC-9, Boeing 707, Boeing 727, Douglas DC-8, Boeing 737 и Boeing 767. В должности командира Boeing 757 — с 12 марта 1995 года. Налетал свыше 24 750 часов, 1875 из них на Boeing 757.
- Второй пилот — 34-летний Айкут Гергин (тур. Aykut Gergin). Опытный пилот, проработал в авиакомпании Birgenair 2 года и 5 месяцев (с 9 сентября 1993 года). Управлял самолётами CE-500, Ан-24, ATR 42, Airbus A300, Airbus A320 и Boeing 767. В должности второго пилота Boeing 757 — с 16 марта 1995 года. Налетал свыше 3500 часов, 71 из них на Boeing 757.
- Сменный КВС — 51-летний Мухлис Эвренезоглу (тур. Muhlis Evrenesoglu). Очень опытный пилот, проработал в авиакомпании Birgenair 18 лет (с 6 февраля 1978 года). Управлял самолётами C-47, C-160, PA-23, Boeing 727, McDonnell Douglas DC-9, Airbus A300, Airbus A310, Boeing 737-400 и Boeing 767. В должности командира Boeing 757 — с 15 марта 1995 года. Налетал свыше 15 000 часов, 121 из них на Boeing 757.

В салоне самолёта работали 10 бортпроводников.
| Гражданство              | Пассажиры | Экипаж | Всего |
| ------------------------ | --------- | ------ | ----- |
| Германия                 | 167       | 0      | 167   |
| Польша                   | 9         | 0      | 9     |
| Турция                   | 0         | 11     | 11    |
| Доминиканская Республика | 0         | 2      | 2     |
| Всего                    | 176       | 13     | 189   |

Всего на борту самолёта находились 189 человек — 13 членов экипажа и 176 пассажиров.

## Хронология событий
Рейс ALW 301 был перелётом из Пуэрто-Платы во Франкфурт-на-Майне с промежуточными посадками в Гандере и Берлине. Хотя выполнявший рейс Boeing 757-225 борт TC-GEN принадлежал Birgenair, рейс он выполнял для местной (доминиканской) авиакомпании Alas Nacionales. Во время разгона самолёта по ВПП КВС заметил, что его указатель скорости даёт неверные показатели, но решил не прерывать взлёт. Рейс 301 вылетел из аэропорта Пуэрто-Платы в 18:42 AST, взлёт лайнера был осуществлён вторым пилотом.
Во время набора высоты 1400 метров командир заметил, что его указатель скорости действительно даёт неправильные показания скорости в 650 км/ч, а указатель на панели второго пилота — 370 км/ч. Экипаж предположил, что приборы второго пилота работают нормально. Из-за того, что приборы со стороны КВС показывали превышения скорости, автопилот плавно повышал угол атаки и постепенно уменьшал обороты двигателей. Вскоре в кабине пилотов раздалось несколько голосовых предупреждений о слишком большой скорости самолёта.
Пилоты перешли на ручное управление. Они ещё снизили скорость рейса 301, что тут же вызвало тряску штурвала и зазвучали противоречивые предупреждения — скорость самолёта то слишком низкая, то слишком высокая. Второй пилот и сменный КВС пытались сами распознать ситуацию. В 18:45 КВС начал поднимать самолёт под наклоном 5° и дал полную тягу. При наборе высоты рейс 301 слишком высоко задрал нос и в итоге в 18:46 резко потерял скорость и вошёл в сваливание; после этого произошёл помпаж двигателя №1 (левого) и самолёт понёсся вниз, вращаясь вокруг своей оси. Из-за отказа двигателя №1 пилоты не смогли восстановить управление авиалайнером. В 18:47 AST рейс ALW 301 рухнул в воды Атлантического океана в 26 километрах от Пуэрто-Платы и полностью разрушился. Все 189 человек на его борту погибли.

## Расследование
Расследование причин катастрофы рейса ALW 301 проводил доминиканский Генеральный Директорат гражданской авиации (исп. Dirección General de Aeronáutica Civil, DGAC).
В ходе расследования было установлено, что правильная скорость самолёта на момент развития ситуации, приведшей к катастрофе, была 410 км/ч, но после расшифровки бортовых самописцев было выяснено, что у КВС скорость самолёта отображалась как 650 км/ч, а у второго пилота — 370 км/ч. После изучения найденных обломков лайнера следователи выяснили, что одна из трёх трубок Пито (со стороны КВС) была заблокирована.
Предположительной причиной блокировки трубки Пито было названо гнездо песочной осы, известной тем, что её гнездо из грязи имеет цилиндрическую форму. Изучив историю борта TC-GEN, стало известно, что до рейса самолёт простоял в аэропорту Пуэрто-Плата 20 дней и 12 дней из них за ним никто не следил, и за это время песочная оса успела сделать гнездо в трубке Пито со стороны КВС.
Окончательный отчёт расследования DGAC был опубликован 25 октября 1996 года.
Согласно отчёту, причинами катастрофы стали засорившаяся трубка Пито, повлиявшая на работу указателей скорости, и неправильные действия экипажа, не разобравшегося в противоречивых показаниях указателей скорости и допустившего сваливание самолёта из-за уменьшения скорости.

## Последствия катастрофы
Катастрофа рейса ALW 301, спад пассажиропотока после неё и последовавшая негативная информация в СМИ привели к тому, что через несколько месяцев после катастрофы авиакомпания Birgenair обанкротилась.

## Культурные аспекты
Катастрофа рейса 301 Birgenair показана в 5 сезоне канадского документального телесериала Расследования авиакатастроф в серии Самолёт, который молчал. Также эта катастрофа упоминается в серии Слепой полёт (4 серия 1 сезона).

## Аналогичные авиакатастрофы
- Катастрофа Boeing 757 под Лимой
- Катастрофа Boeing 747 под Бомбеем
- Катастрофа A330 в Атлантике
- Катастрофа Ан-148 в Подмосковье

### Комментарии
1. ↑  Серия посвящена катастрофе рейса Aeroperú-603, произошедшей 2 октября 1996 года